# USS Breton (CVE-23)
Pour les autres navires du même nom, voir USS Breton.
Le USS Breton, désigné AVG-23 puis ACV-23 et finalement CVE-23, était un porte-avions d'escorte, de classe Bogue construit pour la Marine américaine pendant la Seconde Guerre mondiale.

## Construction
Le Breton fait partie de la Classe Bogue, des porte-avions d'escorte construits dans l'urgence au début du conflit. Il doit son nom à un bras de mer du Delta du Mississippi.

## Service pendant la guerre
Pendant ses trois premiers mois de service, jusqu'à mi-juillet 1943, ACV-23 (ACV désignant un porte-avions auxiliaire) est affecté au Operational Training Command et basé à San Diego. C'est alors un navire-école pour la formation des pilotes de l'aéronavale. Il est ensuite reclassé porte-avion d'escorte (CVE) et affecté au Pacifique sud. Jusqu'à la fin du conflit, le navire est principalement utilisé pour livrer des avions aux bases avancées et aux porte-avions de première ligne. Il transporte aussi des hommes, du carburant et des approvisionnements.

## Après-guerre
Comme les autres unités de sa classe, le Breton est mis en réserve en 1946. Il est redésigné porte-hélicoptère d'escort (CVHE) en 1955, puis transporteur utilitaire (CVU) en 1958. À partir de 1958, le navire reprend du service, mais pour le Military Sealift Command (appelé à l'époque Military Sea Transportation Service). Son équipage est civil et son préfixe devient USNS. Il transporte des avions livrés pour les bases au Vietnam, et des avions neufs à livrer à des pays alliés. Il est finalement radié en 1971 et ferraillé en 1972.

## Galerie d'images

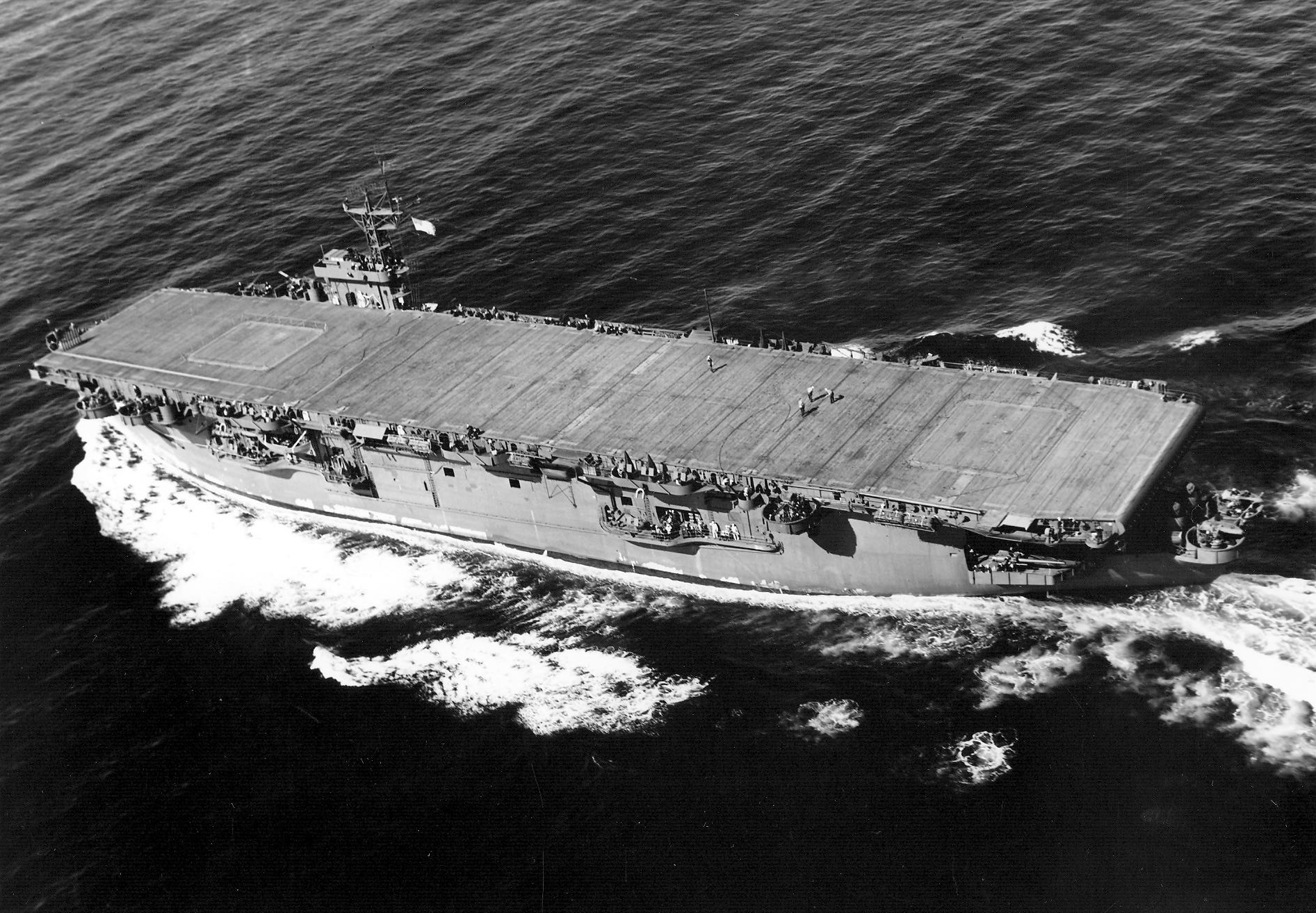
Dans le Pacifique en 1943.
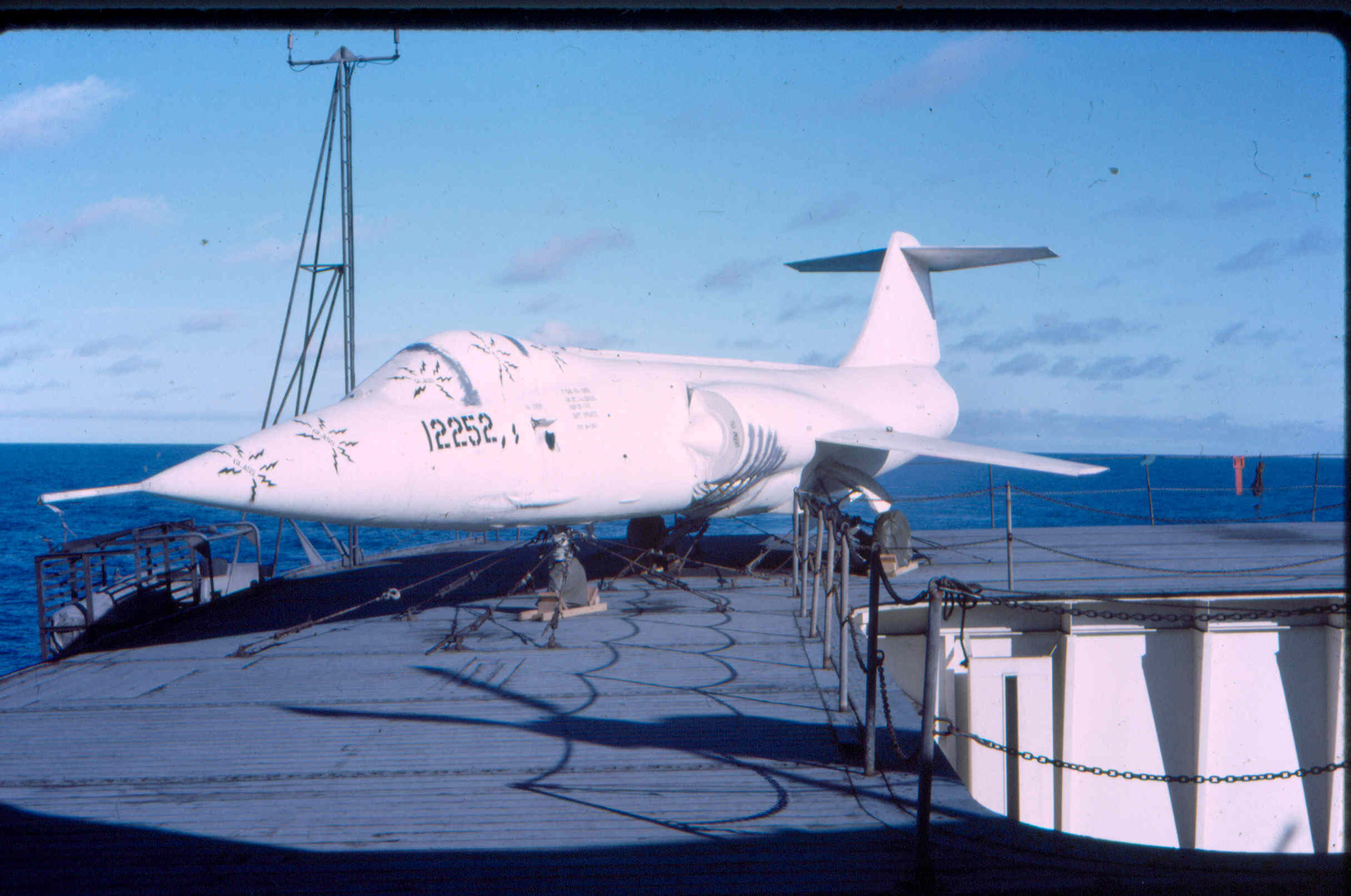
Le Breton livre des F-104 à Taiwan, 1963.
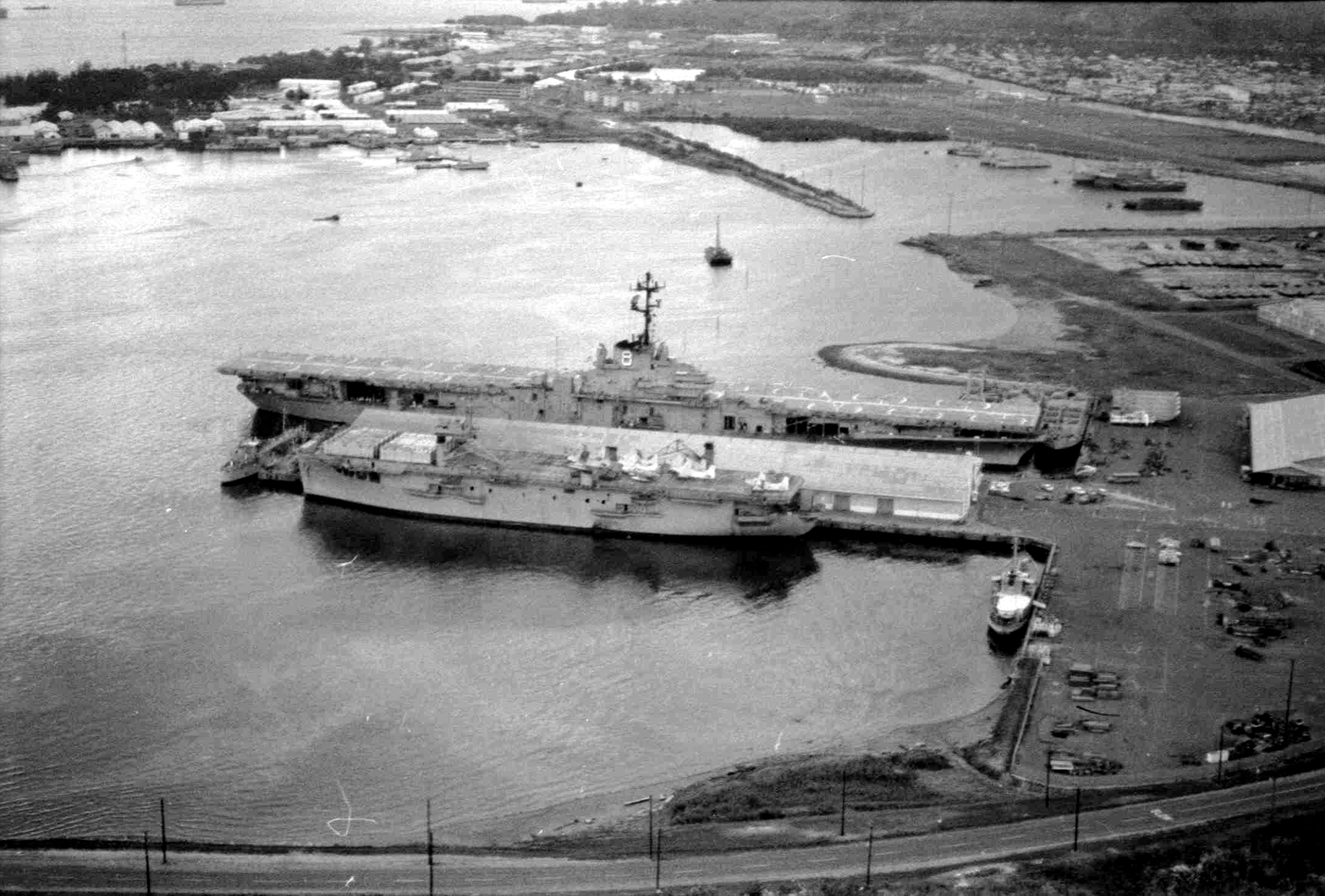
Le Breton en 1964 (à côté du Valley Forge), transportant des Skyraiders pour le Vietnam, Baie de Subic.